# Géographie du Texas

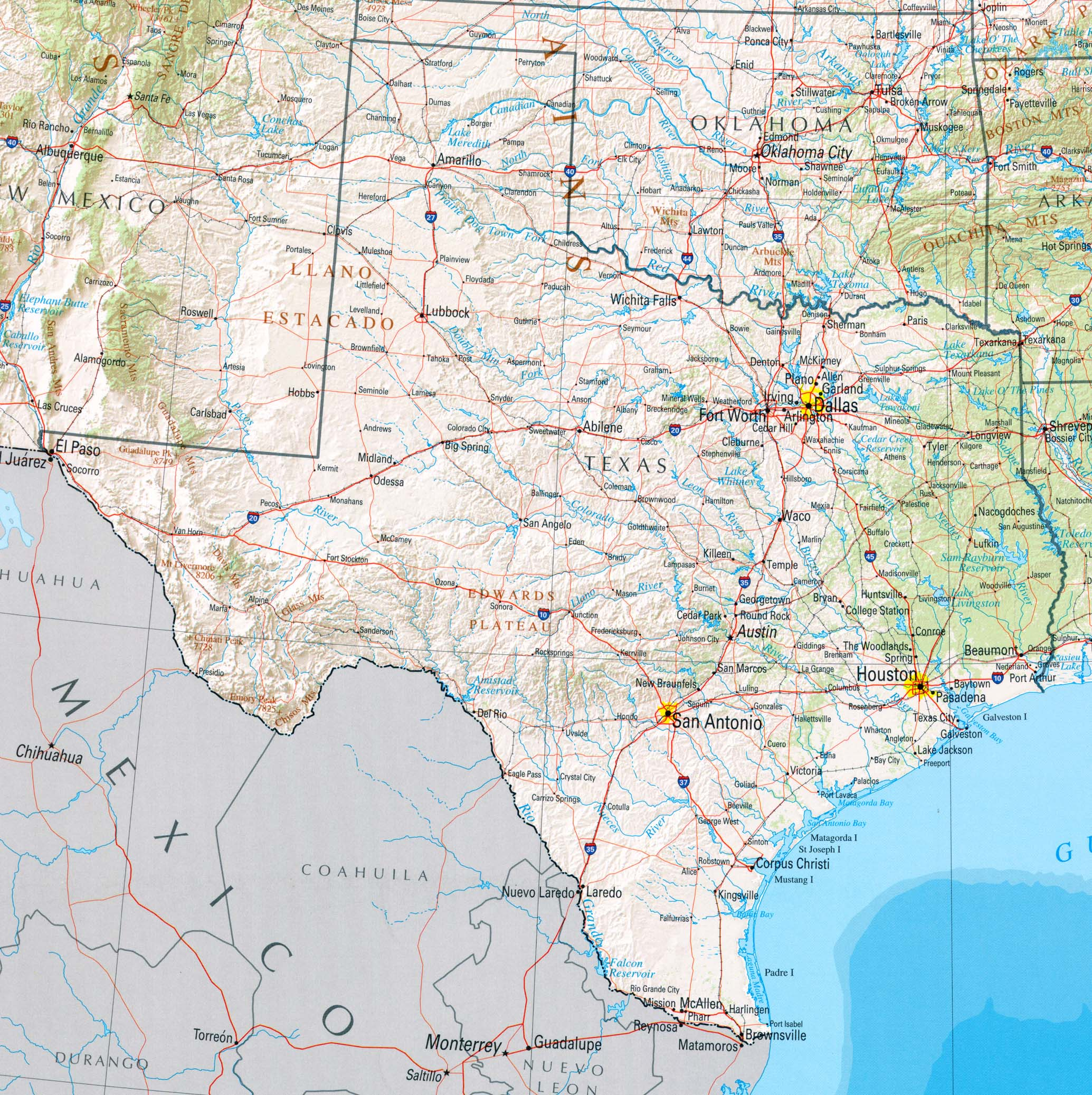

La géographie du Texas est diverse compte tenu de la taille de cet État américain. Le Texas est le deuxième État des États-Unis par sa superficie et sa population. Il représente 7 % du territoire américain et occupe la partie méridionale du centre du pays. Il possède une frontière avec le Mexique au sud ; les états voisins sont l'Oklahoma, la Louisiane, l'Arkansas et le Nouveau-Mexique.
Le Texas appartient à plusieurs ensembles régionaux : à la Sun Belt, mais aussi au Sud des États-Unis. La capitale est Austin, mais les deux principales agglomérations sont Dallas et Houston. Territoire contrasté et riche, le Texas présente des régions peu peuplées dans lesquelles la nature et les activités agricoles dominent, mais aussi des métropoles d’envergure internationale.
Le Texas est le deuxième état le plus peuplé des États-Unis après la Californie. La répartition de la population est inégale et les densités sont élevées à l'est.

## Généralités

### Situation

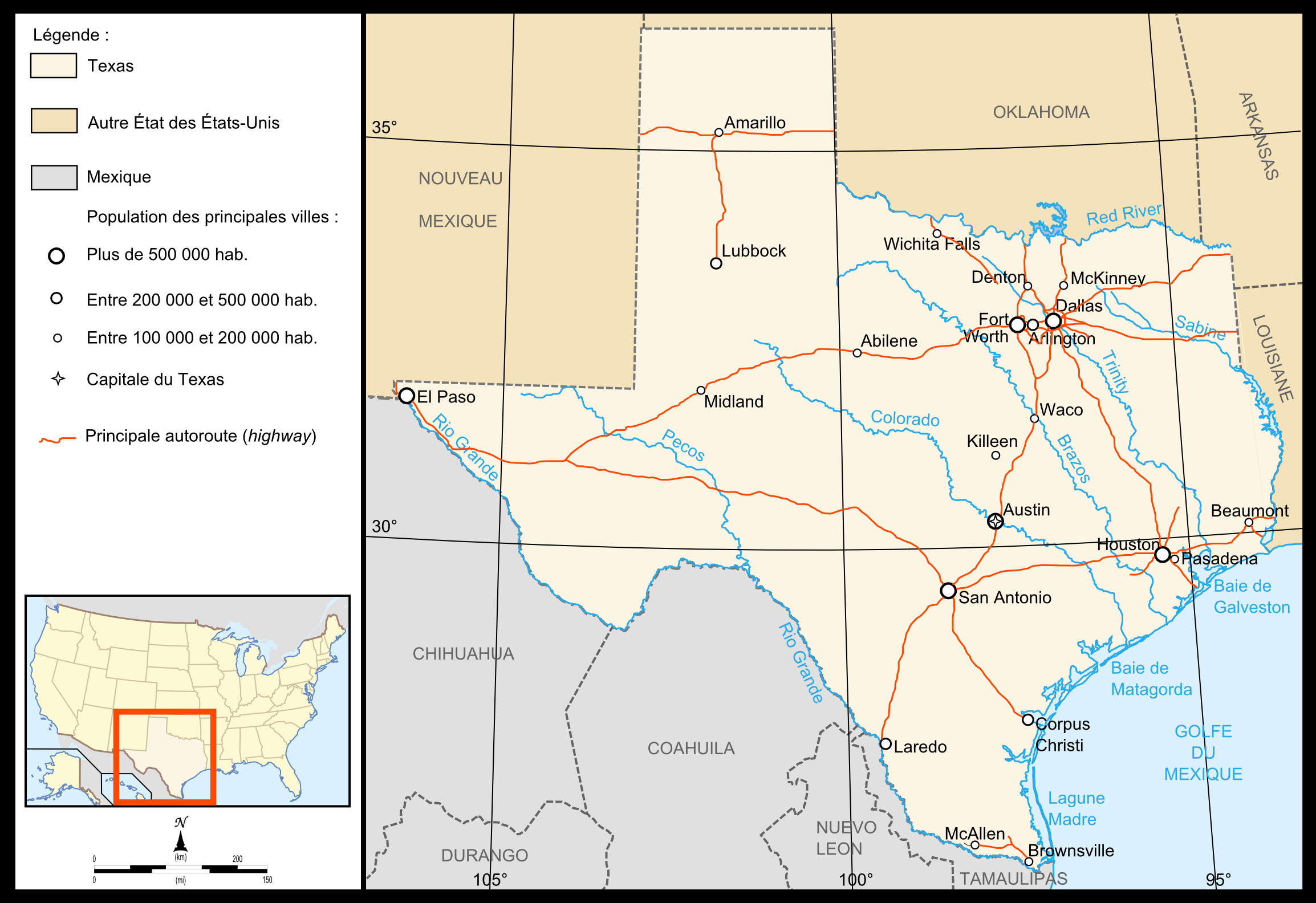
Carte générale du Texas

Le Texas s'étend en latitude entre 25°50' N et 36°30' N soit environ 11 degrés ; en longitude entre 93°31' W et 106°9' W, soit environ 13 degrés. L’extrémité septentrionale du Texas se trouve à peu près à la même latitude que la ville de Tunis, alors que le sud est à la même latitude que Louxor en Égypte. La ville la plus à l'ouest est El Paso.
La plus grande partie du Texas se trouve dans le fuseau horaire des états du centre (UTC−06:00) ; seule la région la plus occidentale (comtés d’El Paso et d’Hudspeth) appartient au fuseau horaire des montagnes (UTC−07:00)
L'état possède une frontière commune avec le Mexique. Cette région est une zone d'échanges humains et économiques. Les États américains qui bordent le Texas sont la Louisiane et l'Arkansas à l'est, l'Oklahoma au nord, et le Nouveau-Mexique à l'ouest.
Les frontières du Texas ont longtemps été disputées entre les puissances coloniales européennes et les États-Unis. Aujourd’hui, plusieurs cours d’eau marquent les limites de l’état : le Río Grande (Rio Bravo pour les Mexicains) au sud, la rivière Rouge au nord et la Sabine à l’est.
Le centre géographique du Texas se trouve à environ 24 km au nord-est de la ville de Brady, au nord du comté de McCulloch.
Le Texas appartient à plusieurs ensembles régionaux : à la Sun Belt pour son climat et son dynamisme économique ; mais aussi au Sud des États-Unis pour son histoire et sa culture. Il s'ouvre sur le golfe du Mexique et sur la Mexamerica par son passé et ses relations avec le pays voisin.

### Dimensions
Avec (696 241 km2, le Texas est le deuxième état le plus vaste des États-Unis derrière l'Alaska, ce qui explique la variété des paysages. Il est plus grand que la France métropolitaine. Il s’étend sur environ 1 300 kilomètres du nord au sud et sur 1 400 km d’est en ouest.

### Subdivisions
Les Texans divisent leur État en cinq principales régions géographiques : North Texas, East Texas, Central Texas, South Texas et West Texas (parfois appelé le Texas Panhandle). Le Texas Almanac retient quatre régions physiques qui débordent des frontières du Texas : les plaines côtières du golfe du Mexique (Gulf Coastal Plains), les plaines intérieures (Interior Lowlands), les Grandes Plaines (Great Plains) et le Grand Bassin (Basin and Range Province).
Pour la liste des comtés, voir l'article Comtés de l'État du Texas

## Géographie physique

### Relief

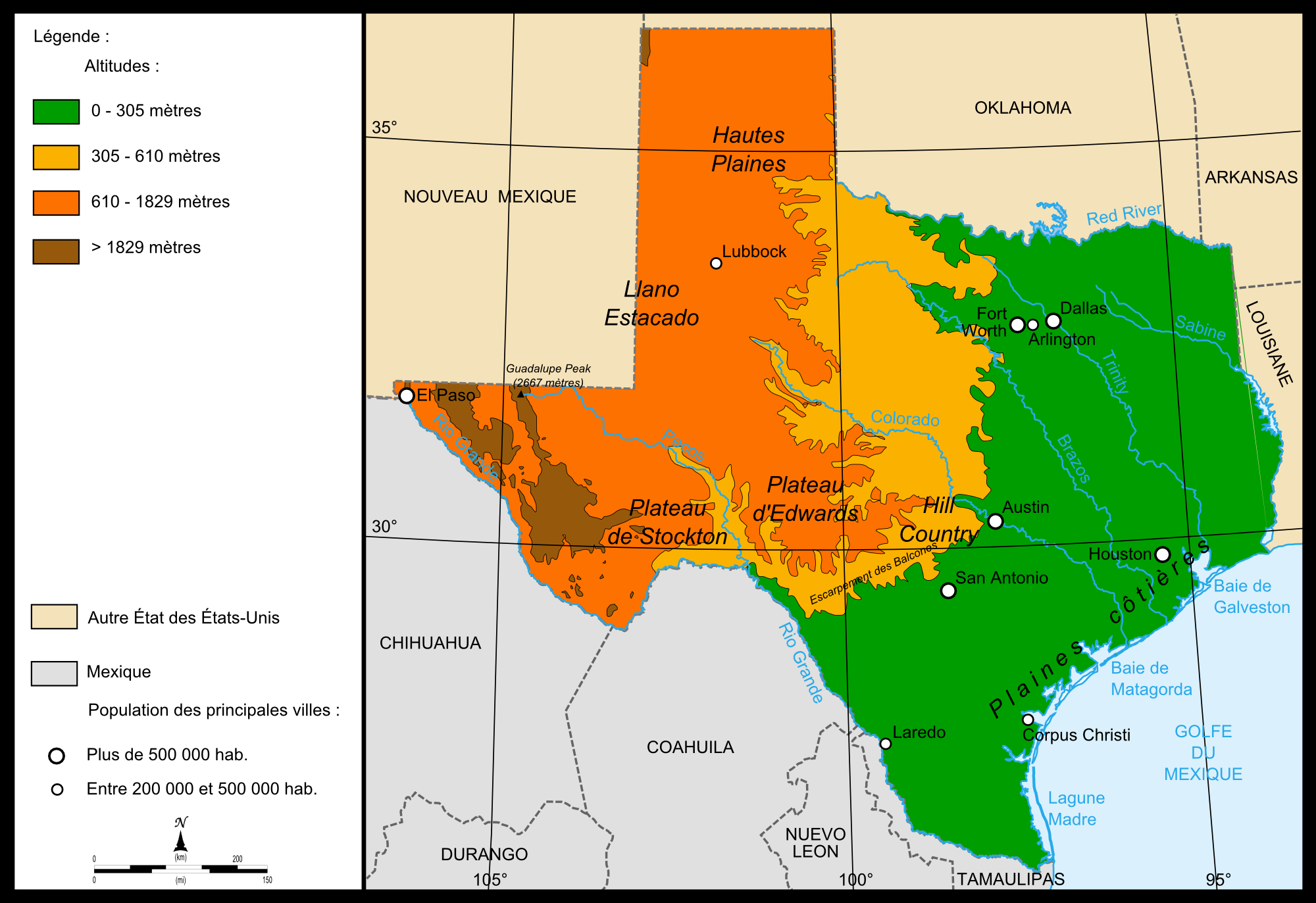
Carte simplifiée du relief du Texas

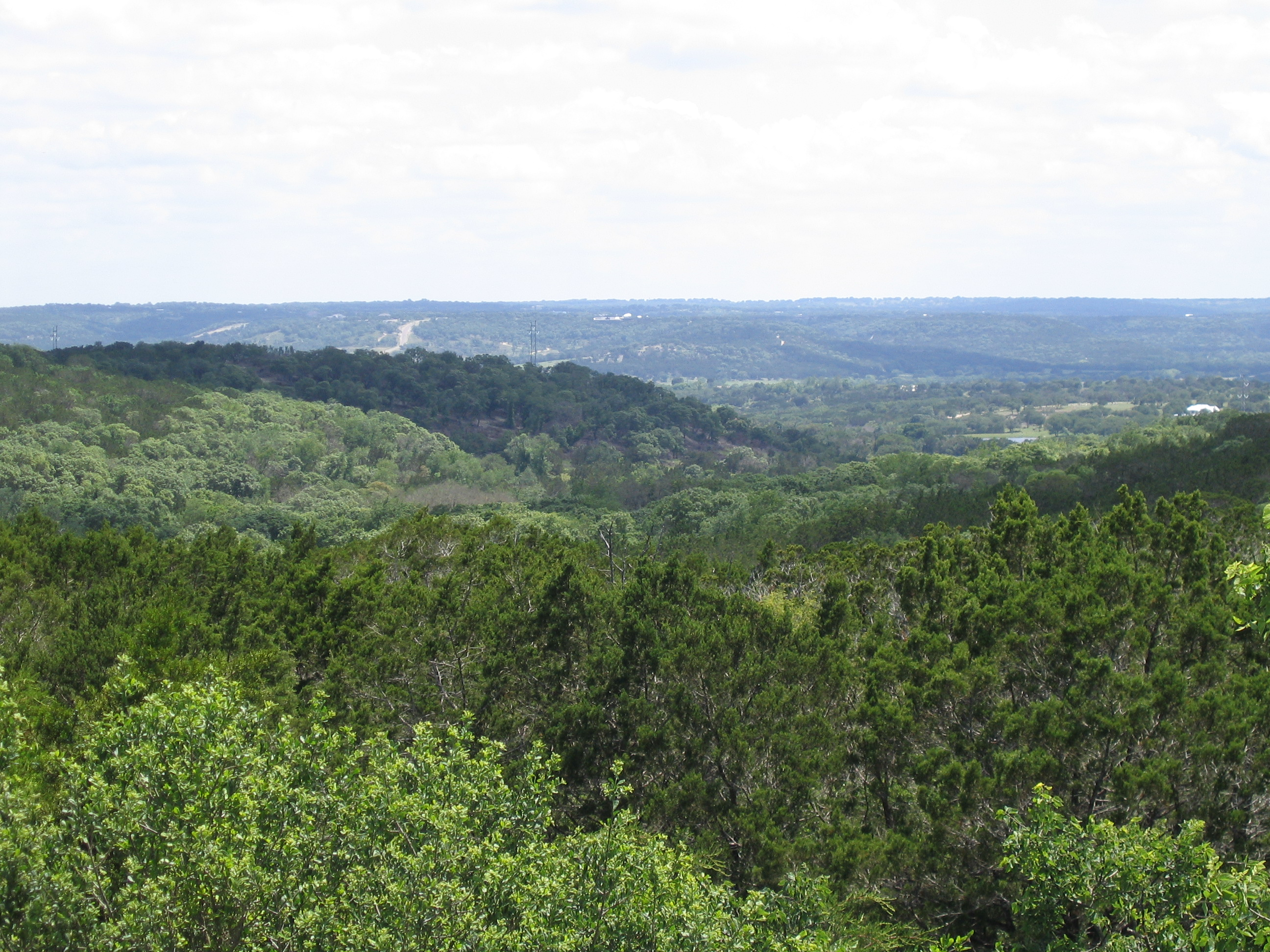
Hill Country

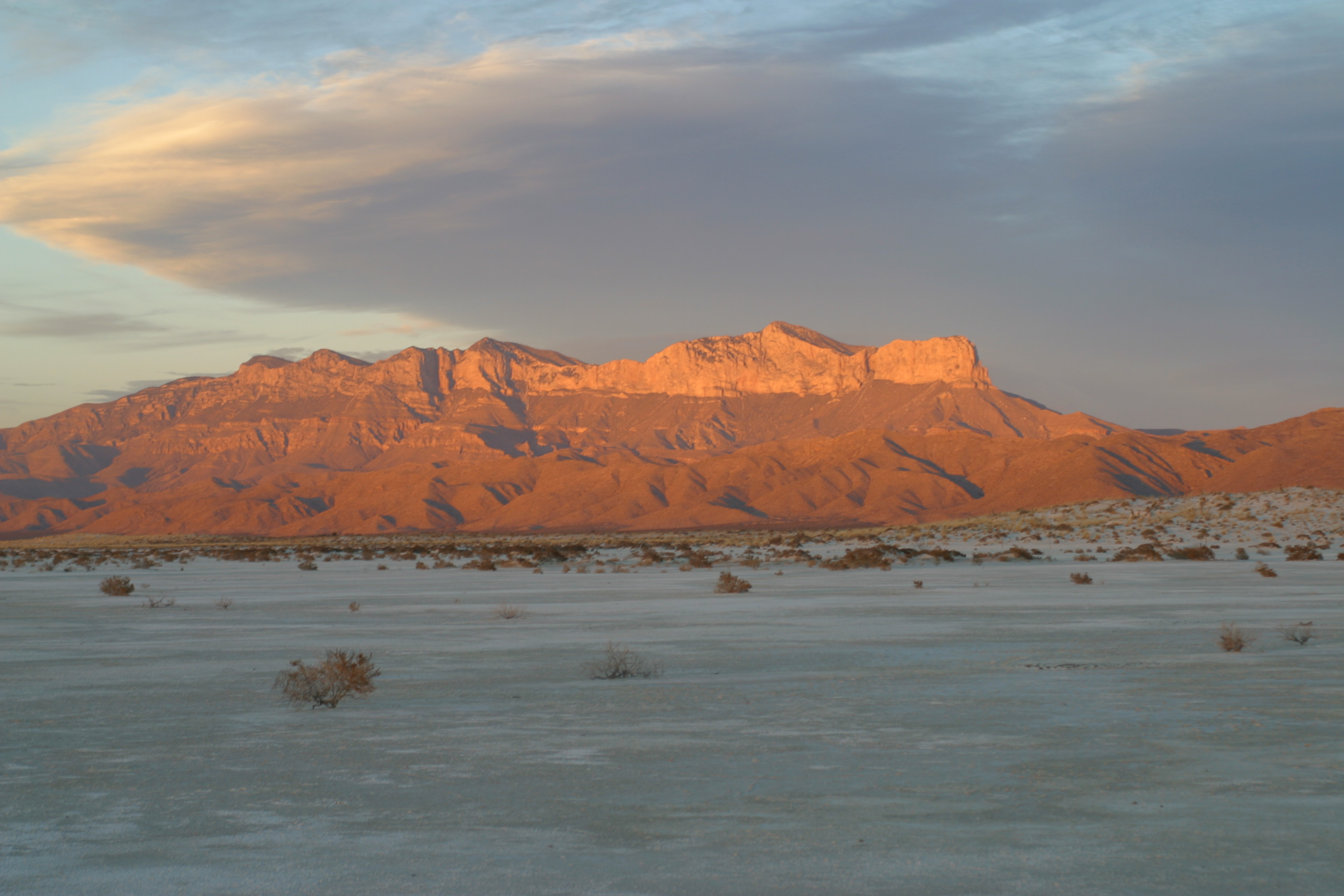
Montagnes Guadalupe

Le Texas constitue une zone de transition entre les plaines de l'est des États-Unis et les montagnes de l'Ouest américain. Le relief s'organise en paliers d'orientation longitudinale, les plus hautes altitudes se trouvant à l'ouest : c’est là que se trouve le point culminant du Texas, le pic Guadalupe (2 667 m). Cependant, les plaines, les collines et les plateaux sont les reliefs dominants. L'altitude moyenne de l'état est de 520 m.
Le littoral du Texas, d'une longueur de plus de 480 kilomètres, comprend de nombreux estuaires et des baies (Laguna Madre, baie de Corpus Christi, baie de Matagorda, baie de Galveston). Les côtes basses se trouvent quasiment au même niveau que la mer, ce qui les rend vulnérable au passage des tempêtes et des ouragans en été. Parmi les multiples îles qui jalonnent le littoral texan, l'île Padre au sud est la plus longue et la plus grande.
Derrière la ligne du littoral, s’étend un ensemble de plaines et de collines à l’est du Texas et au nord du golfe du Mexique. Il se prolonge vers l’est jusqu’en Floride. Il se caractérise par de faibles altitudes (moins de 300 mètres) et un relief relativement plat ou légèrement vallonné, favorable aux activités humaines.
Une bande méridienne de relief plus élevé, constituée de régions qui se différencient par leur géologie et leur climat, occupe le centre du Texas. Au sud se trouve le Texas Hill Country, dont les paysages de collines se situent au sud de l'escarpement de Balcones ; il représente une zone de transition entre les Grandes Plaines et les plaines côtières. Le Plateau d'Edwards offre un relief karstique et se rattache aux Grandes Plaines.
À l’extrémité nord du Texas, le Panhandle est formé de hautes plaines et de plateaux disséqués par des gorges comme le canyon de Palo Duro, le deuxième des États-Unis par ses dimensions, après celui du Colorado. La région se prolonge au sud par la Llano Estacado, considérée comme l'une des plus grandes mesas d'Amérique du Nord.
Le Trans-Pecos est le secteur le plus compartimenté et le plus élevé : il comporte sept sommets supérieurs à 2 400 mètres d'altitude. Les nombreuses chaînes montagneuses de l’ouest se rattachent à un ensemble géomorphologique qui court le long de la frontière mexicaine depuis l’Arizona, et non aux Montagnes Rocheuses proprement dites. Elles encadrent des bassins et des plateaux arides ou semi-arides. Les montagnes Guadalupe sont les plus hautes de toutes ces chaînes successives.

### Géologie
Le plus ancien affleurement du Texas est le soulèvement de Llano (Llano Uplift) situé au centre du Texas Hill Country : ces roches granitiques du Précambrien datent d’environ 1,1 milliard d’années et sont les restes d’une ancienne chaîne de montagne érodée. Le site le plus connu des Texans est l’Enchanted Rock. À la fin du Paléozoïque (-290 millions d’années), la collision de l’Amérique du Nord et de l’Amérique du Sud donna naissance à une chaîne de montagne (orogénie de Ouachita pendant le Pennsylvanien) dont les restes sont encore visibles dans les Marathon Mountains, situées entre les chaînes de l’ouest et le Plateau d’Edwards. C’est également pendant cette période que s’est formé l’escarpement de Balcones. Au Permien, il y a environ 280 millions d’années, les Montagnes Ouachitas étaient bordées par des mers intérieures à l’ouest au fond desquelles se sont déposés des microorganismes, des minéraux et des sédiments issus de l’érosion. Ces dépôts ont été par la suite recouverts par des couches sédimentaires et se sont lentement transformés en pétrole (bassin permien dans la région de Midland et Odessa). Les roches sédimentaires du Permien sont notamment visibles dans le canyon de Palo Duro au nord du Texas mais aussi dans le Guadalupe Mountains National Park.
L’ouverture du golfe du Mexique au Mésozoïque à partir d’un rift au sud des Montagnes Ouachita eut des conséquences sur la géomorphologie du Texas. D’importantes quantités de sel et de calcaire se déposèrent sous l’actuelle plaine côtière au Jurassique, lorsque les premières mers peu profondes se formèrent. L’accumulation de couches sédimentaires au Crétacé est à l’origine du Plateau d’Edwards.
À partir de la fin du Cénozoïque, le soulèvement général de l’ouest américain provoqua la formation des Montagnes Rocheuses, des chaînes de montagnes et de bassins d’effondrement dans le Transpecos. L’Éocène et l’Oligocène furent marqués par une intense activité volcanique dans cette région.
Du milieu du tertiaire au Quaternaire, les hautes plaines furent progressivement recouvertes de sédiments arrachés par les cours d’eau aux Montagnes Rocheuses situées plus à l’ouest. Le soulèvement des Rocheuses, l’encaissement des cours d’eau et l’érosion engendrèrent également des canyons comme celui de Palo Duro et des escarpements (Caprock, Mascalero). La plupart des vallées se creusèrent à partir du Pleistocene, donnant à la géologie de l’intérieur du Texas sont état actuel.
C’est également au tertiaire que s’est formée la plaine côtière par accumulation de boues, d’alluvions et de sables. Lorsque la mer se retira au début du Cénozoïque, le littoral actuel de Texas commença à se dessiner et la plaine côtière, composée de couches sédimentaires très épaisses, apparut progressivement. L’évolution géologique du Texas continue et l’actuelle transgression marine provoquée par le réchauffement climatique risque de modifier le tracé du littoral.
Le Texas n’a jamais été affecté par des tremblements terre violents : celui de Valentine le 16 août 1931 fut l’un des plus importants, mais ne provoqua que des dégâts matériels. Les régions les plus exposées au risque sismique sont le Transpecos et, dans une moindre mesure, le nord de l’État.

### Climats

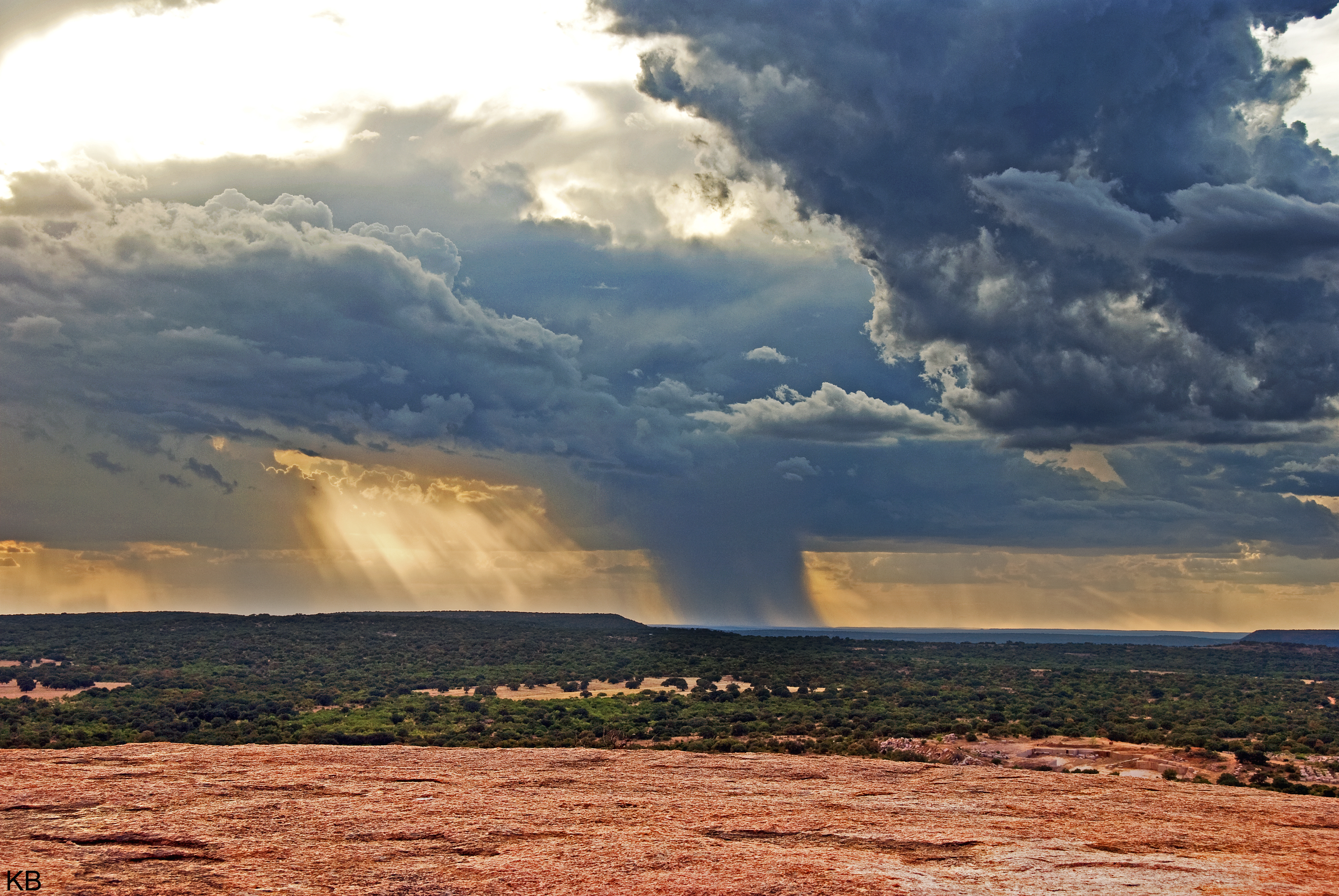
Orage sur Enchanted Rock

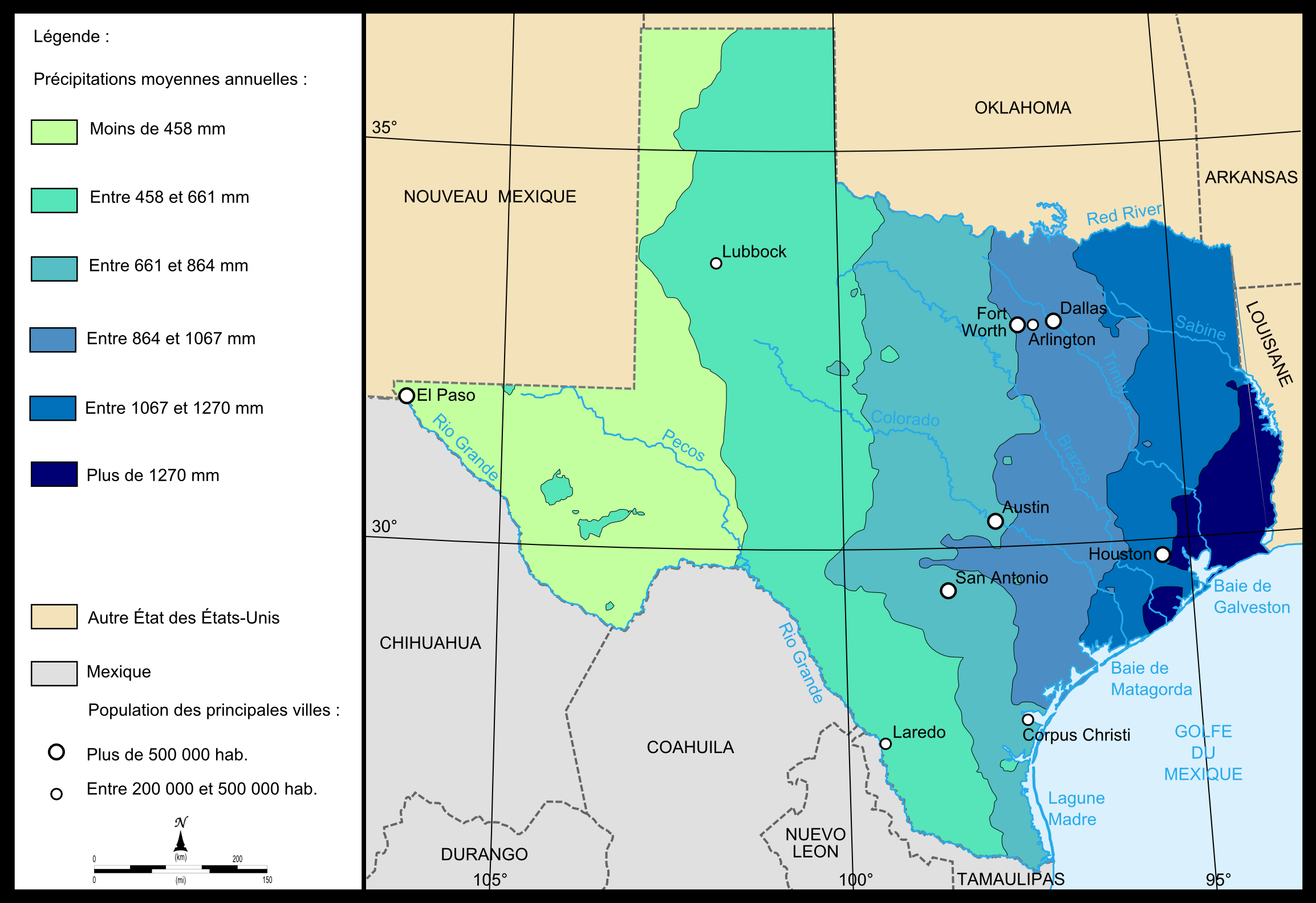
Carte des précipitations annuelles

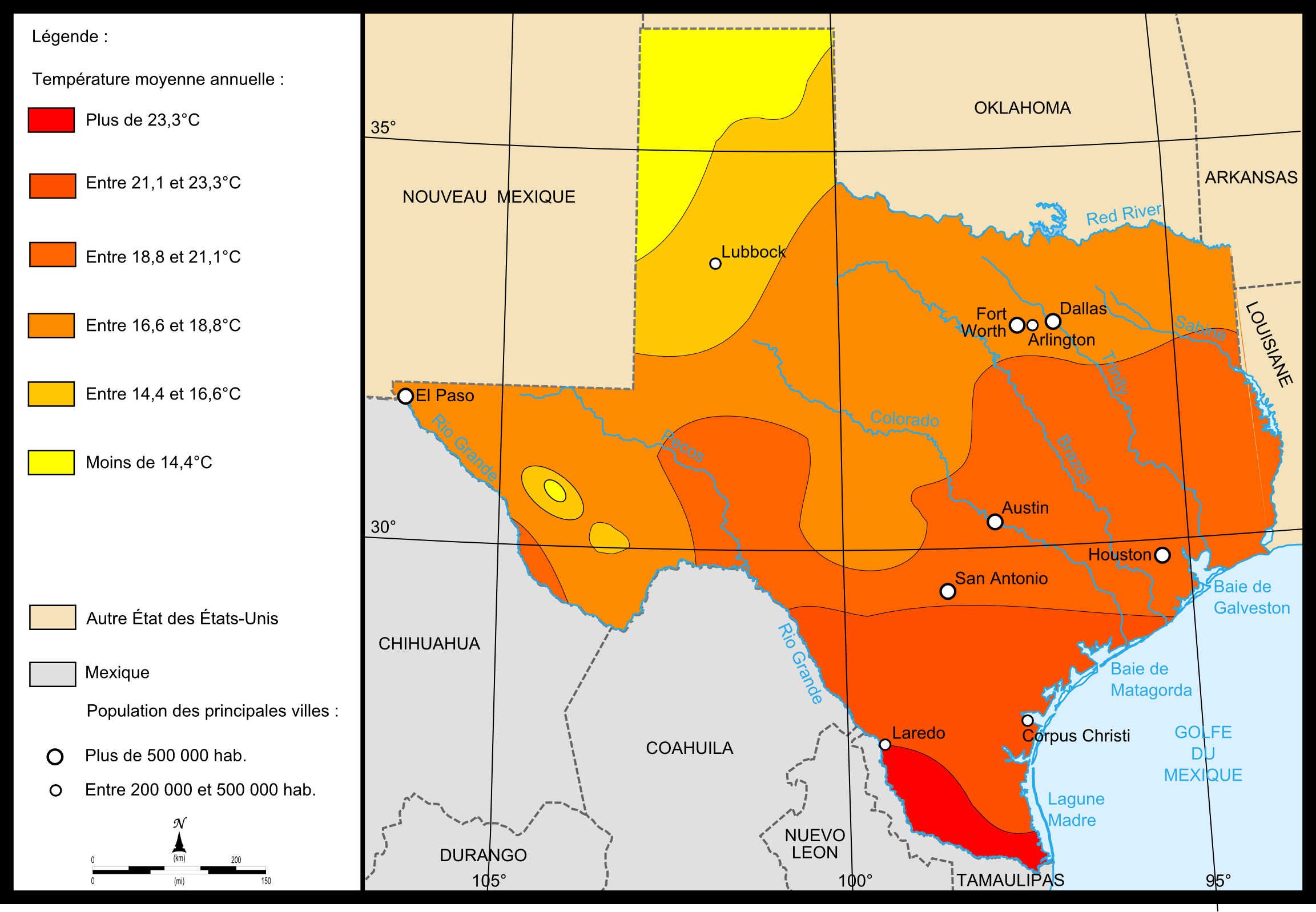
Carte des températures moyennes annuelles

À cause de sa superficie, le Texas se caractérise par des climats variés dont les précipitations et les températures varient selon la latitude et l'altitude.
Les précipitations sont comprises entre 1 538,5 mm dans le comté de Jasper (Texas) à l'est, et 239,5 mm à El Paso à l'ouest. La température la plus chaude est de 49°C relevés à Seymour le 12 août 1936 et à Monahans le 28 juin 1994. Le record de froid (−31 °C) a été mesuré à Tulia le 12 février 1899 et à Seminole le 8 février 1933.
Le Sud-Est du Texas se trouve en climat subtropical humide (Cfa dans la classification de Köppen, station de Houston ci-dessous), et possède une végétation proche de celle de la Louisiane voisine. Les précipitations dépassent 1 000 mm par an et sont réparties de manière assez régulière sur l'année, avec un maximum en été sur la côte. La température moyenne annuelle est supérieure à 15 °C. Les étés sont torrides et humides, les hivers frais. L'amplitude thermique annuelle est donc relativement importante surtout à l'intérieur des terres. Entre mai et septembre, ces régions sont touchées par des tempêtes et des ouragans qui provoquent d'importants dégâts. L'été est humide et torride à cause des remontées d'air tropical venu du golfe du Mexique.
L'ouest est davantage aride (voir la station d'El Paso ci-dessous). La plus grande partie de l'État appartient à l'ensemble naturel des Grandes Plaines. Au nord, le blizzard peut paralyser les réseaux de transport en hiver.
Le nord-ouest reçoit environ 58 cm de neige par an.

Climat de Houston
Climat de Houston

| Mois                              | jan. | fév. | mars | avril | mai   | juin  | jui. | août | sep.  | oct.  | nov.  | déc. | année   |
| --------------------------------- | ---- | ---- | ---- | ----- | ----- | ----- | ---- | ---- | ----- | ----- | ----- | ---- | ------- |
| Température minimale moyenne (°C) | 6,2  | 8,1  | 11,4 | 15,2  | 19,8  | 23,1  | 23,9 | 23,8 | 21    | 16,1  | 11,2  | 7    | 15,6    |
| Température maximale moyenne (°C) | 17,2 | 19,1 | 22,8 | 26,4  | 30,2  | 33    | 34,3 | 34,7 | 32,1  | 27,8  | 22,5  | 17,9 | 26,5    |
| Record de froid (°C)              | −15  | −14  | −6   | −1    | 7     | 11    | 17   | 12   | 7     | −2    | −7    | −14  | −15     |
| Record de chaleur (°C)            | 31   | 33   | 36   | 35    | 37    | 42    | 41   | 43   | 43    | 37    | 32    | 29   | 43      |
| Précipitations (mm)               | 85,9 | 81,3 | 86,6 | 84,1  | 129,3 | 150,6 | 96,3 | 95,5 | 104,6 | 144,8 | 110,2 | 95   | 1 263,9 |

Climat de Dallas
Climat de Dallas

| Mois                              | jan. | fév. | mars | avril | mai  | juin | jui. | août | sep. | oct. | nov. | déc. | année |
| --------------------------------- | ---- | ---- | ---- | ----- | ---- | ---- | ---- | ---- | ---- | ---- | ---- | ---- | ----- |
| Température minimale moyenne (°C) | 0,4  | 2,7  | 7,6  | 12,6  | 17   | 21,1 | 23,4 | 23,1 | 19,4 | 13,2 | 7,4  | 2,4  | 12,5  |
| Température moyenne (°C)          | 6,3  | 8,8  | 13,7 | 18,6  | 22,7 | 27,2 | 29,6 | 29,4 | 25,2 | 19,6 | 13,4 | 8,3  | 18,6  |
| Température maximale moyenne (°C) | 12,3 | 14,9 | 19,9 | 24,6  | 28,3 | 33,3 | 35,8 | 35,7 | 31   | 25,8 | 19,3 | 14,2 | 24,6  |
| Précipitations (mm)               | 46,5 | 55,4 | 70,4 | 88,9  | 124  | 75,7 | 58,7 | 56,1 | 86,1 | 89,4 | 58,2 | 46,7 | 856   |

Climat de El Paso
Climat de El Paso

| Mois                              | jan. | fév. | mars | avril | mai  | juin | jui. | août | sep. | oct. | nov. | déc. | année |
| --------------------------------- | ---- | ---- | ---- | ----- | ---- | ---- | ---- | ---- | ---- | ---- | ---- | ---- | ----- |
| Température minimale moyenne (°C) | −1,4 | 1,1  | 4,6  | 8,9   | 13,6 | 17,9 | 20,2 | 19,2 | 16,4 | 9,8  | 3,6  | −0,7 | 9,4   |
| Température moyenne (°C)          | 6    | 8,9  | 12,8 | 17,4  | 22,1 | 26,9 | 27,9 | 26,7 | 23,6 | 17,8 | 11,3 | 6,7  | 17,3  |
| Température maximale moyenne (°C) | 13,4 | 16,8 | 21,1 | 25,9  | 30,6 | 35,8 | 35,6 | 34,2 | 30,6 | 25,8 | 19,1 | 14,2 | 25,2  |
| Précipitations (mm)               | 10,2 | 10,4 | 7,4  | 5,1   | 6,4  | 17   | 39,1 | 40,1 | 43,2 | 19,3 | 11,2 | 14,5 | 223,9 |

### Hydrographie

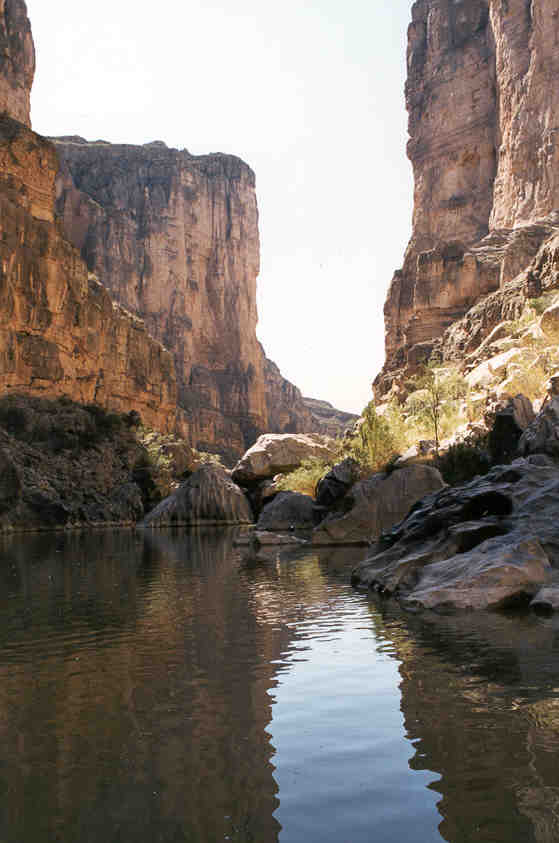
Rio Grande, Big Bend National Park, Texas

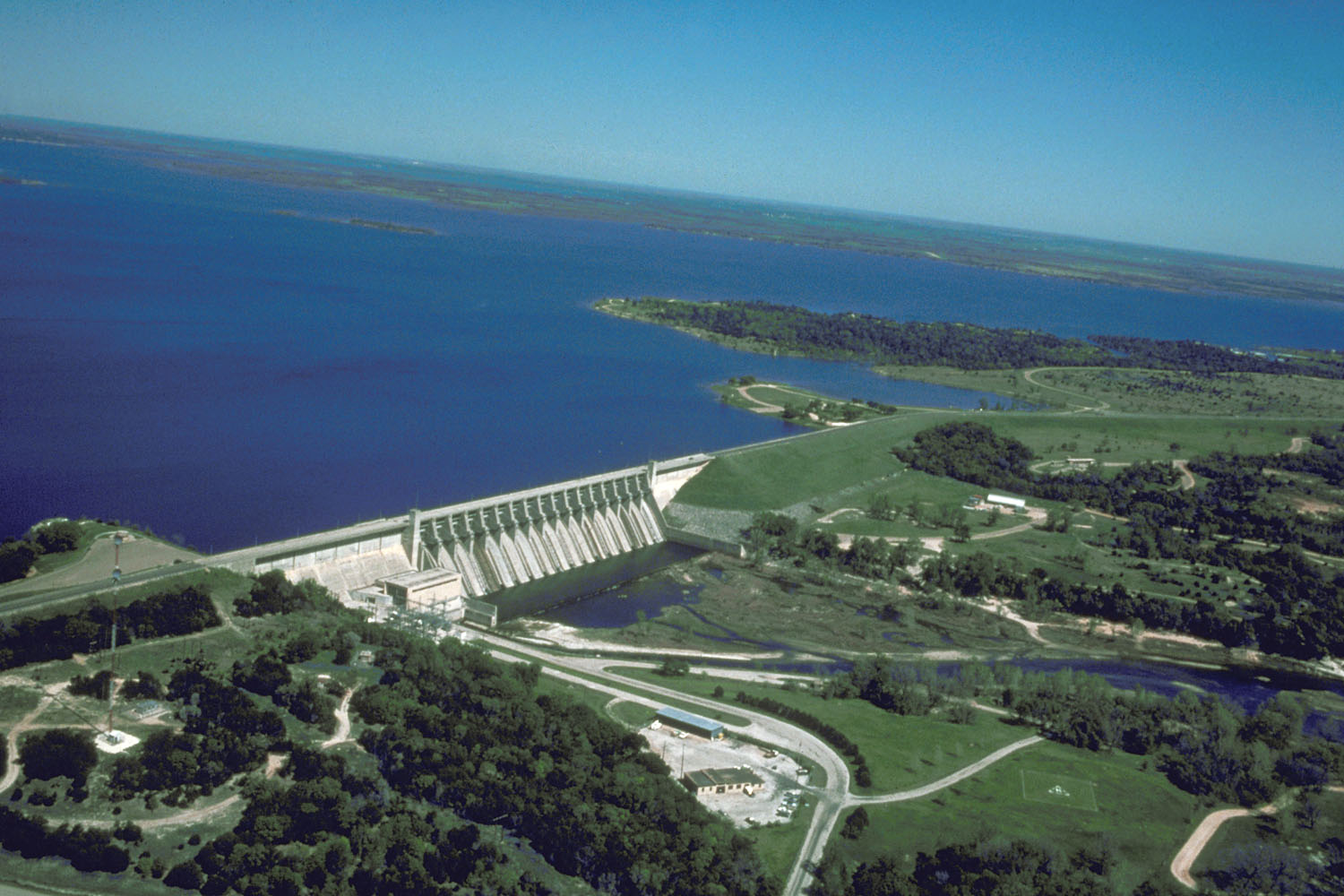
Le Lac Whitney sur le Brazos, comtés de Bosque et de Hill, Texas

Quelque 3 700 cours d'eau et 15 systèmes fluviaux représentant un total de 307 385 km irriguent le Texas. La plupart des fleuves ont une orientation nord-ouest/sud-est. Le Rio Grande coule sur 3 034 km dont 2 018 km correspondent à la frontière entre les États-Unis et le Mexique. Au Texas, son principal affluent est le Pecos (1 490 km au total depuis le Nouveau-Mexique). Avec 607 000 km2, le bassin hydrographique du Rio Grande est l’un des plus vastes de l’ouest américain : il s’étend sur les États du Sud-Ouest des États-Unis et ceux du nord du Mexique. Il forme un delta à son embouchure dans le golfe du Mexique. Le Brazos est le plus grand fleuve du Texas : il mesure 2 060 km ce qui en fait le onzième des États-Unis. Son bassin hydrographique couvre quelque 116 000 km2. Le Colorado prend sa source près de Lamesa (Texas), traverse la ville d’Austin et parcourt quelque 1 380 km.
Les autres grands fleuves du Texas sont la Sabine (893 km), la Trinity (885 km), la Neches (669 km) et la Nueces (507 km), qui se jettent tous dans le golfe du Mexique.
L’état est également parcouru par plusieurs affluents du Mississippi : la Red River forme la frontière nord du Texas. Elle mesure 2 190 km de long dont 1 030 km forment la frontière du Texas. La Canadian River se jette dans l’Arkansas River, un affluent du Mississippi, et coule dans le Panhandle. Enfin, dans les régions arides du l’ouest, certains cours d’eau sont temporaires.
Les fleuves et leurs affluents représentent un enjeu économique au Texas et sont l’objet de concurrences entre l’agriculture, l’industrie, les transports et les citadins. Le Texas possède de nombreux canaux.
Les principaux lacs du Texas sont le lac Caddo à l'est (103 km2). Plusieurs lacs de barrage sont présents sur le Colorado comme le lac Buchanan (90,4 km2), le lac Travis (77 km2) ou encore le lac Austin (6,5 km2). Au total, on recense plus de 180 lacs artificiels et réservoirs, qui sont principalement situés à l’est.
Les infiltrations d’eau dans les terrains calcaires du Texas ont engendré la formation de grottes et de cavernes dans plusieurs régions notamment dans le relief karstique du plateau d’Edwards (Inner Space Cavern, Natural Bridge Cavern, Wonder Cave). L’aquifère d’Edwards s’étend sur environ 10 300 km2 et fournit de l’eau à plus de 2 millions de personnes. L’eau ressurgit au pied du plateau sous forme de résurgences qui ont permis l’implantation de nombreuses villes. Il existe une nappe phréatique fossile sur le rebord de la Llano Estacado, exploitée par les agriculteurs.

## Végétation et faune
En 1906, le gouverneur du Texas James Stephen Hogg, a fait du pacanier l'arbre symbole du Texas.
Une centaine d’espèces de mammifères sont originaires du Texas, de même qu’une centaine d’espèces de serpents, dont les plus dangereux sont le crotale et le Mocassin d'eau.
Quelque 550 espèces d’oiseaux ont été repérées au Texas, soit près des trois quarts des espèces que l’on peut observer aux États-Unis. La grue blanche hiverne sur la côte sud.
Plusieurs espèces sont protégées : bison, ours noir, puma, pronghorn, surtout le Loup rouge.

### Régions naturelles

#### Plaines côtières

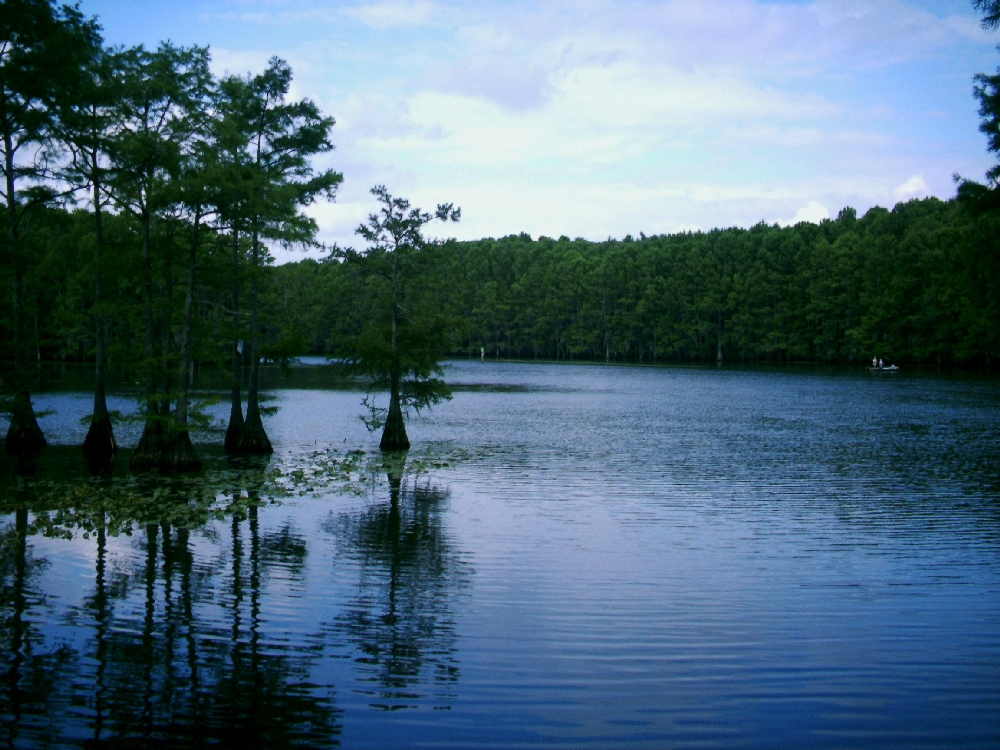
Lac Caddo

La plaine littorale (Gulf Coastal Plains) s'étend au sud du Texas, entre le golfe du Mexique et la faille de Balcones. Cet espace se caractérise par de faibles altitudes et un relief relativement plat. Le climat est subtropical avec des précipitations moyennes annuelles comprises entre 500 et 1 500 mm, de l'intérieur vers le littoral.
La côte du Texas comprend de nombreux estuaires et baies (Laguna Madre, baie de Corpus Christi, baie de Matagorda, baie de Galveston). Le rivage possède des milieux divers et d'une riche biodiversité : des lagunes protégées par des îles, des marais, des marécages, des dunes et des prairies. On y trouve de nombreuses réserves naturelles telles que le refuge faunique national Aransas, la réserve nationale de Big Thicket ou encore Padre Island National Seashore.

#### Piney Woods de l’est
Région voisine de la Louisiane
Forêt de pins des marais, pins à trochets (pinus echinata), pins à l’encens (pinus taeda)

#### Basses terres de l'intérieur
Les basses terres de l'intérieur (Interior Lowlands) sont comprises entre l'escarpement du Caprock à l'ouest, le plateau Edwards au sud et les Cross Timbers à l'est. Les précipitations annuelles moyennes varient entre 889 et 1 270 mm. Le relief se compose de collines couvertes de forêts de chênes, d'ormes et de caryers. La nature des sols est diverse (sables, argiles, shales). La seule réserve naturelle est la Lake Meredith National Recreation Area.
Végétation du Plateau Edwards : Cèdres, mesquite, yucca, cactus et cyprès.

#### Grandes Plaines

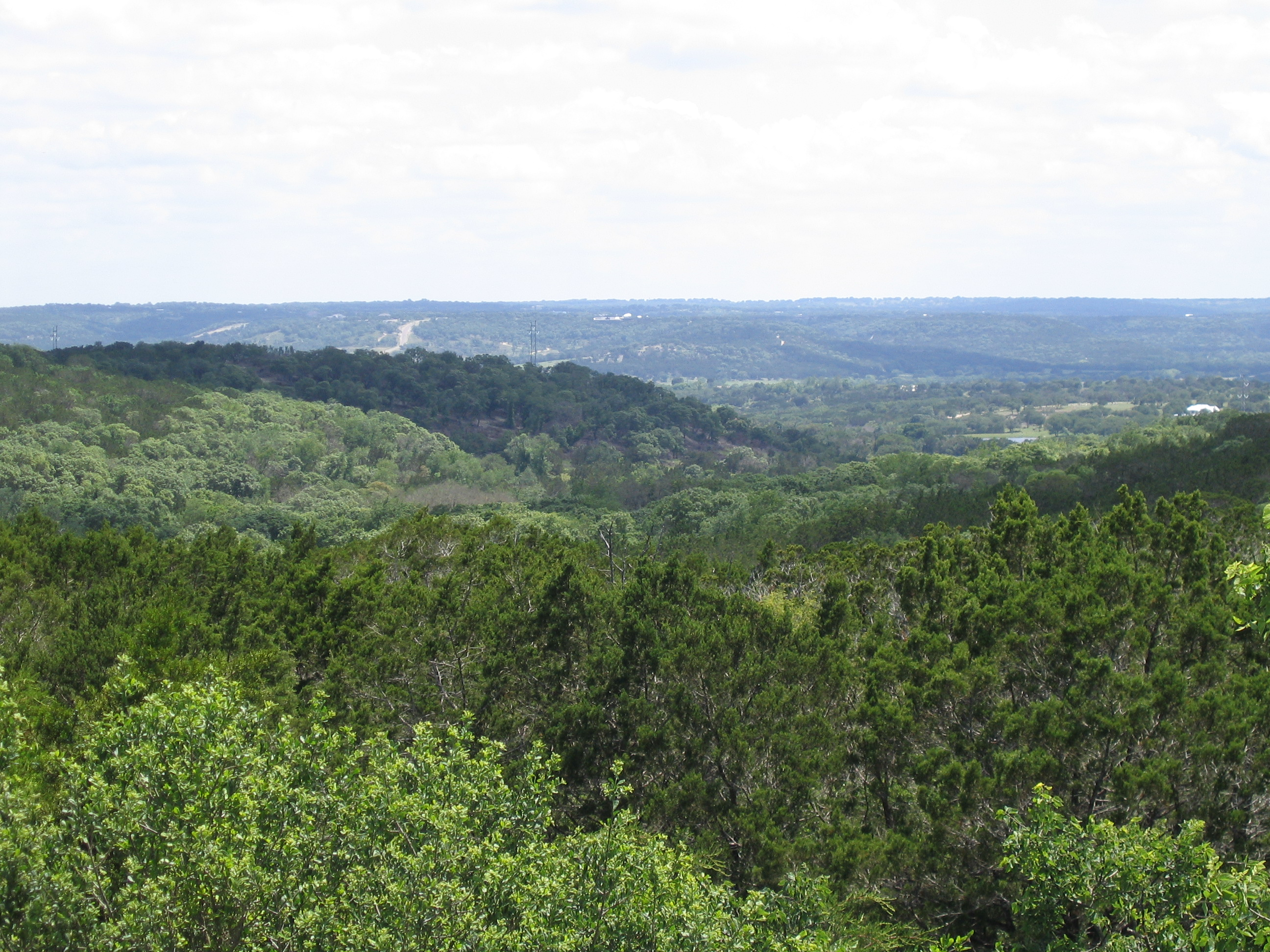
Hill Country

Les Grandes Plaines (Great Plains) sont une zone de plusieurs milliers de km qui va du Canada au centre du Texas en longeant le piémont des Montagnes Rocheuses.
Au Texas, le Llano Estacado, le Panhandle, le Plateau Edwards, le Bassin Toyah et le Llano Uplift font partie de cette région. Elle est comprise entre l'escarpement du Caprock et la faille de Balcones au sud-est.
Le Hill Country désigne une région de collines qui se trouvent le long de l'escarpement de Balcones ; elle représentre une zone de transition entre les Grandes Plaines et les plaines côtières. Les précipitations y sont comprises entre 381 et 787 mm par an. On y trouve des gorges (Caprock Canyons et Canyon de Palo Duro). Les arbustes, les buissons et la prairie sont les principales formations végétales. La plus importante concentration de lacs endoréiques du monde se trouve dans les Southern High Plains du Texas et l'est du Nouveau-Mexique.

#### L'ouest du Texas

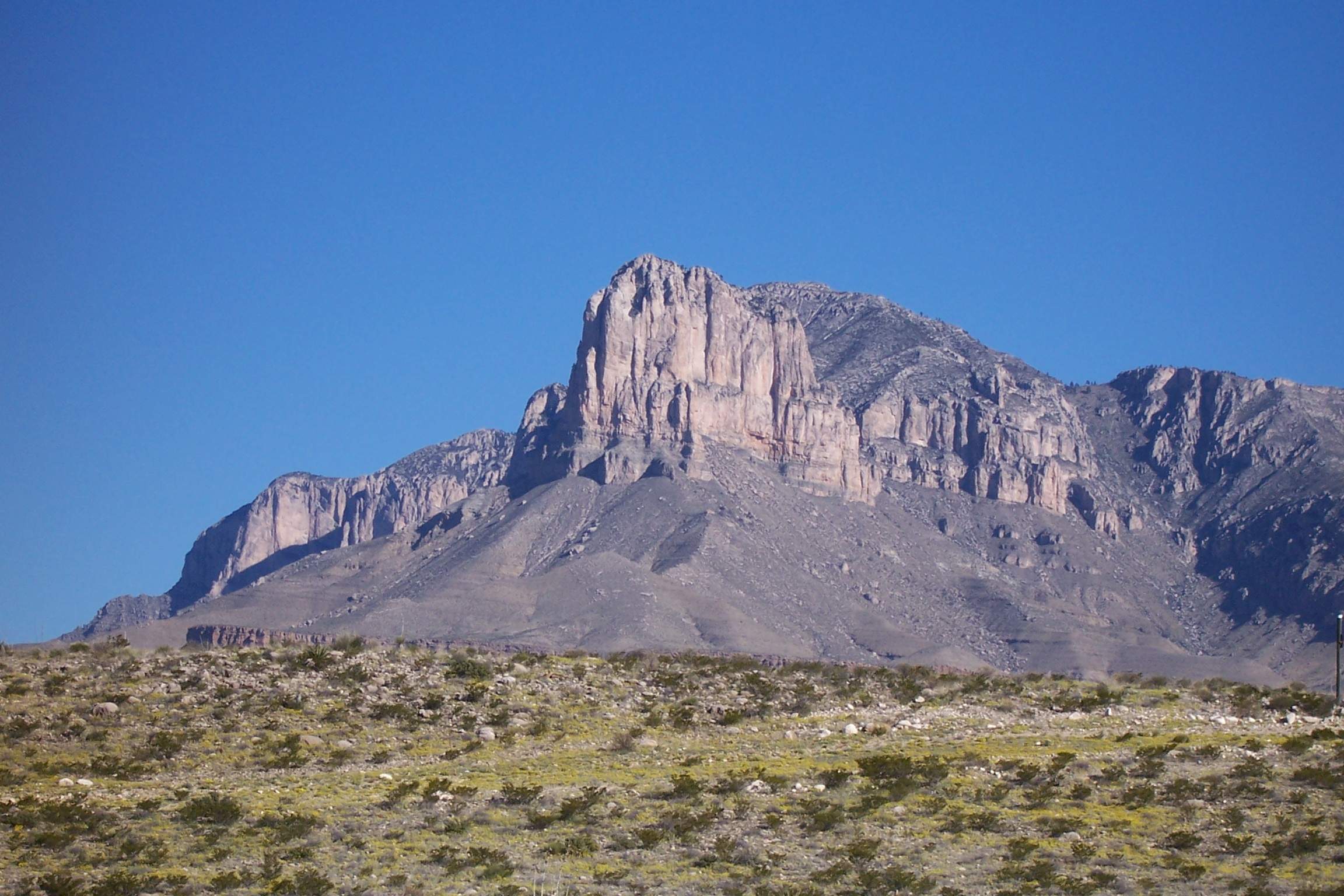
El Capitan

Le Texas occidental (West Texas) reçoit moins de 300 mm de pluie par an. Cette région située à l'ouest de la Pecos est semi-aride et offre une grande variété de milieux naturels : Sand Hills, Plateau Stockton, déserts (Chihuahua), versants boisés des montagnes et prairies. Elle est occupée par des chaînes de montagnes et des bassins situés en altitude.
La Trans-Pecos comporte sept sommets supérieurs à 2 400 mètres d'altitude. Les principales réserves naturelles sont l'Amistad National Recreation Area, le parc national de Big Bend, le parc national des Guadalupe Mountains et la Rio Grande Wild and Scenic River. La végétation est adaptée à la sécheresse. En altitude, on peut trouver des forêts de pins, cèdres, épicéas et chênes.

### Paysages et environnement

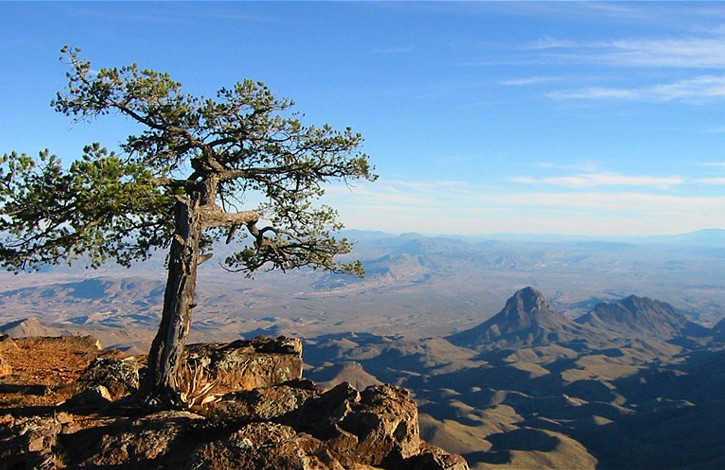
big Bend

Le Texas possède des paysages divers organisés selon un gradient est-ouest : ils évoluent des plaines du Sud profond aux déserts du Sud-Ouest américain. Les milieux naturels sont d'une grande richesse : forêts subtropicales, prairies, zones semi-arides et arides se succèdent sur plusieurs centaines de kilomètres.
Les deux parcs nationaux se trouvent à l'ouest (parc national des Guadalupe Mountains, parc national de Big Bend). Il existe 120 parcs d'État couvrant une superficie totale de 2 450 km2. L'état compte en outre cinq forêts nationales.
Grottes : Natural Bridge Caverns (belles photos)

## Géographie humaine

### Principales villes

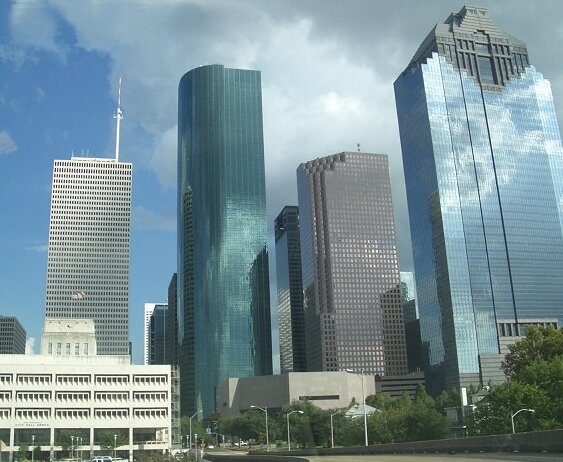
Houston

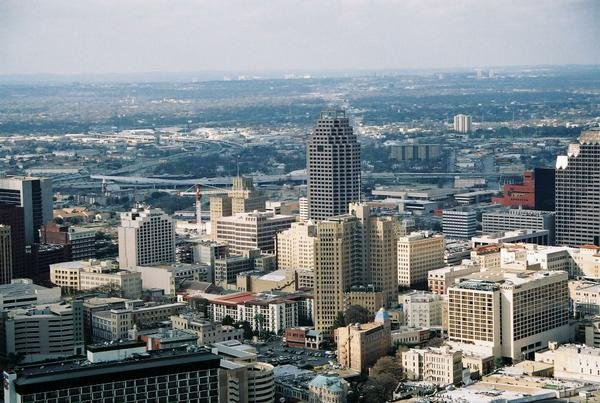
San Antonio

Quatre aires métropolitaines texanes font partie des dix agglomérations ayant connu la plus forte croissance démographique entre juillet 2006 et juillet 2007. Celle de Dallas-Fort Worth a accueilli 162 000 nouveaux résidents durant cette période, ce qui représente la plus forte augmentation de la population aux États-Unis.
| Rang au Texas | Rang aux États-Unis | Ville          | Population de la commune | Superficie (km2) |
| ------------- | ------------------- | -------------- | ------------------------ | ---------------- |
| 1             | 4                   | Houston        | 2 144 491                | 1 558            |
| 2             | 7                   | San Antonio    | 1 256 509                | 1 067            |
| 3             | 9                   | Dallas         | 1 213 825                | 997              |
| 4             | 16                  | Austin         | 709 893                  | 669              |
| 5             | 19                  | Fort Worth     | 624 067                  | 774              |
| 6             | 21                  | El Paso        | 609 415                  | 649              |
| 7             | 50                  | Arlington      | 362 805                  | 257              |
| 8             | 64                  | Corpus Christi | 283 474                  | 1 192            |
| 9             | 70                  | Plano          | 250 096                  | 186              |
| 10            | 86                  | Garland        | 216 346                  | 148              |

### Géographie régionale
East Texas : climat plus humide ; appartient au Vieux Sud
West Texas : climat semi-aride, aride ; montagnes > se rattache plus à l’ouest américain ; élevage extensif, périmètres irrigués